# Ophiomyia verbenivora
Ophiomyia verbenivora är en tvåvingeart som beskrevs av Valladares 1986. Ophiomyia verbenivora ingår i släktet Ophiomyia och familjen minerarflugor. Inga underarter finns listade i Catalogue of Life.